# Courbe d'Edwards tordue

Courbe d'Edwards tordue d'équation

En géométrie algébrique, les courbes d'Edwards tordues sont des modèles plans de courbes elliptiques, une généralisation des courbes d'Edwards introduite par Bernstein, Birkner, Joye, Lange et Peters en 2008. Le nom de la courbe est celui du mathématicien Harold M. Edwards. Les courbes elliptiques sont importantes dans la cryptographie à clé publique et les courbes d'Edwards tordues sont au cœur d'un schéma de signature électronique appelé EdDSA qui offre de hautes performances tout en évitant les problèmes de sécurité qui ont fait surface dans d'autres systèmes de signature numérique.
Comme leur nom l'indique, chaque courbe d'Edwards tordue est une torsion d'une courbe d'Edwards.
Une courbe d'Edwards tordue {\displaystyle E_{E_{a,d}}} sur un corps {\displaystyle \mathbb {K} } qui a {\displaystyle \mathrm {char} (\mathbb {K} )\neq 2} est une courbe plane affine définie par l'équation :
{\displaystyle E_{E_{a,d}}:ax^{2}+y^{2}=1+dx^{2}y^{2}}
où {\displaystyle a,d} sont des éléments distincts non nuls de {\displaystyle \mathbb {K} }. Le cas particulier {\displaystyle a=1} est sans torsion, parce que la courbe y est simplifiable à une simple courbe d'Edwards.
Les courbes d'Edwards tordues sont en équivalence birationnelle avec les courbes de Montgomery.